# مجمع جهانی فقه اسلامی
مجمع جهانی فقه اسلامی در عمل به مصوبه صادره از دوره سوم کنفرانس سازمان همکاری اسلامی با عنوان «دوره فلسطین و قدس» تأسیس شد. این دوره در مکه در عربستان سعودی از ۱۹ تا ۲۲ ربیع‌الاول ۱۴۰۱ برگزار شد. مفاد این مصوبه به شرح زیر است:

## ایجاد مجمع
اعضای مجمع جهانی فقه اسلامی، از فقها، دانشمندان و اندیشمندان در زمینه‌های مختلف معرفت فقهی، فرهنگی، علمی و اقتصادی و از تمامی نقاط جهان هستند. هدف این افراد بررسی مشکلات زندگی معاصر و انجام اجتهادی اصیل و کارآمد با هدف ارائه راه حل‌های برخاسته از منابع اسلامی و ناظر به پیشرفت تفکر اسلامی است؛ و با توجه به بیانیه مکه مکرمه، سازمان کنفرانس اسلامی تعدادی از اقدامات قانونی و اجرایی را انجام داد تا اراده رهبران مسلمان در خصوص ایجاد مجمع جهانی فقه اسلامی تحقق یابد. مجمعی که اجتهادهای فقها و حکمای مسلمانان در هم آمیزد و پاسخی به مسائل برآمده از تحولات زندگی معاصر ارائه دهد.

## مقر شورای
مقر آن در شهر جده (عربستان سعودی) است. اعضا و کارشناسان، از میان برترین دانشمندان و اندیشمندان جهان اسلام و اقلیتهای مسلمان در کشورهای غیر اسلامی و از همه شاخه‌های دانش (فقه اسلام، علوم، طب، اقتصاد، فرهنگ و …) برگزیده می‌شوند.
نشست تأسیسی مجمع جهانی فقه اسلامی در مکه و در تاریخ ۲۶–۲۸ شعبان ۱۴۰۳ برگزار شد و اینگونه این مجمع به عنوان یکی از هیئت‌های برخاسته از سازمان همکاری اسلامی، پا به عرصه وجود گذاشت.

## عضو
تعداد ۳۴ کشور از ۵۷ کشور یک یا بیش از یک نماینده از بهترین علمای فقه اسلامی خود را به نمایندگی به این مجمع فرستاده‌اند. از ایران عبدالحمید اسماعیل زهی ومحمدعلی تسخیری، محمد واعظ‌زاده خراسانی و احمد مبلغی در این مجمع شرکت دارند. همچنین مجمع از تعدادی از کارشناسان خبره در زمینه‌های معرفت اسلامی و دیگر معارف و علوم نیز بهره می‌جوید تا بتواند اراده امت اسلامی در ایجاد وحدت نظری و عملی بر اساس احکام آسان شریعت اسلامی را محقق سازد و همچنین بتواند امت اسلامی را به نقش تمدنی خویش که قرن‌ها چراغ فروزان آن را بر دست داشت و رهبری جریان تاریخ انسانیت را در تمامی زمینه‌ها به عهده داشت، بازگرداند.